# Галлоцианин
Галлоцианин (7-(диметиламино)-4-гидрокси-3-оксофеноксазин-1-карбоновая кислота) — органическое соединение, основный оксазиновый краситель с химической формулой C15H12N2O5. Применяется в микроскопии и аналитической химии.
Синонимы: alizarine navy blue AT, Z2R, ZWS, brilliant chrome blue P, chrome blue GCB, fast violet, gallocyanine BS, DH, C. I. 51030.

## Свойства
Зелёные кристаллы. Молярная масса 300,27 г/моль, легко растворяется в водных растворах едких щелочей и карбонатов с образованием растворов сине-фиолетового цвета, также хорошо растворим в концентрированной соляной кислоте, давая раствор красного цвета, плохо растворим в горячей воде, образуя раствор фиолетового цвета, нерастворим в холодной.
Образует бисульфитное производное, растворимое в воде.

## Получение
Синтезируют путём конденсации N,N-диметил-4-нитрозоанилина и галловой кислоты в метаноле.

## Применение
Применяется в микроскопии для задач бактериологии и гистологии.
В гистохимии галлоцианин используют совместно с хромовыми квасцами для обнаружения нуклеиновых кислот с образованием окраски тёмно-синего цвета.
В аналитической химии применяется для определения сурьмы, свинца, циркония. Пригоден в качестве комплексометрического индикатора для определения соединений галлия.